# Digital Video Interactive
Digital Video Interactive (DVI; букв — «інтерактивне цифрове відео») — стандарт фірми Intel, що забезпечує високий апаратний рівень стиснення повноекранних відеозображень, що записується на оптичний диск. DVI — перший стандарт для відеозображень на персональних комп'ютерах, розроблений у середині 1980-х років.